# Selim E. Isakson
Selim Engelbert Isakson, finski general, * 19. november 1892, Uusikirkko, Finska, † 13. januar 1960, Helsinki, Finska.